# Prato (Léventine)
Pour les articles homonymes, voir Prato (homonymie).
Prato est une ancienne commune et une actuelle localité de la commune de Quinto, dans le district de Léventine, dans le canton du Tessin, en Suisse.

## Histoire
Par votation populaire, les habitants approuvent, le 26 novembre 2023, l’intégration de leur commune à celle de Quinto. La fusion devient effective le 6 avril 2025.

## Monuments et curiosités
- L'église paroissiale San Giorgio est mentionnée dès 1210. Reconstruite aux XVIIe-XVIIIe s. autour de ses parties plus anciennes encore visibles, elle conserve son beau clocher roman de six étages qui date probablement du XIIe s. Dans le chœur et dans les chapelles, stucs du XVIIe s.[2]

## Ski alpin
Un petit domaine skiable composé d'un téléski et d'un baby-lift est situé au-dessus du village de Prato. Le téléski principal, d'une longueur de 850 m, dessert un versant orienté nord-ouest à une altitude comprise entre 1 040 m et 1 270 m.
L'ancienne championne de ski Michela Figini est originaire du village de Prato.